# Thorvald Stoltenberg

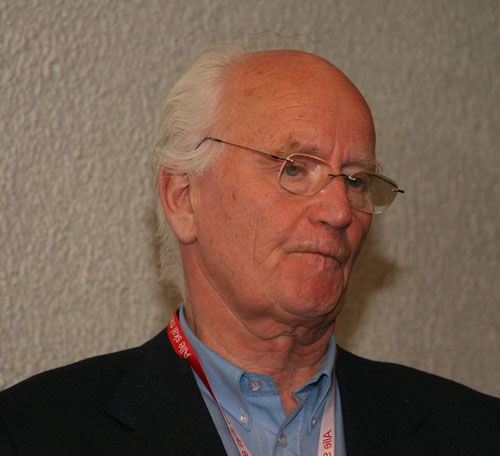
Thorvald Stoltenberg, 2007.

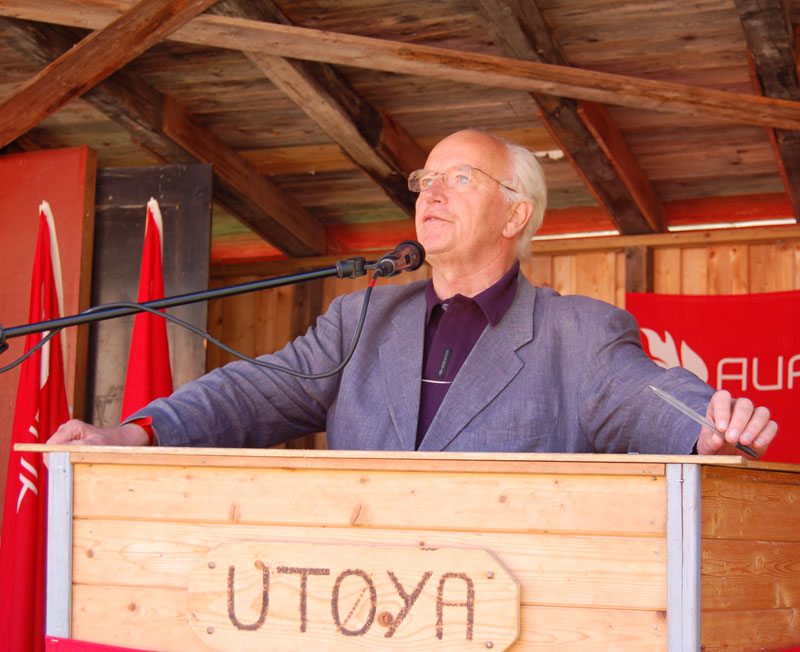
Thorvald Stoltenberg talar till unga politiker på Utøya sommaren 2006.

Thorvald Stoltenberg, född 8 juli 1931 i Oslo, död 13 juli 2018 i Oslo, var en norsk diplomat och politiker som representerade Arbeiderpartiet (Ap).

## Politisk karriär
Stoltenberg var utbildad jurist, och började arbeta på utrikesdepartementet 1958. Han tjänstgjorde bland annat i Jugoslavien och var sekreterare för utrikesministern från 1965. Han var också statssekreterare i flera Ap-regeringar på 1970-talet. Tillsammans med Knut Frydenlund och Johan Jørgen Holst räknas Stoltenberg som en av arkitekterna bakom Arbeiderpartiets utrikespolitiska linje 1976–1994. 
Stoltenberg var försvarsminister 1979–1981 och utrikesminister 1987–1989 och 1990–1993. År 1990 var han kortvarigt FN:s flyktingkommissarie och chef för FN:s flyktingsekretariat (UNHCR). Han var Norges ambassadör i Köpenhamn 1996–1999, och har varit president för Norges Röda Kors sedan 1999.

## Släkt
Thorvald Stoltenberg och hans fru, tidigare statssekreterare Karin Stoltenberg, ogift Heiberg (1931-2012), var föräldrar till politikern Jens Stoltenberg (Norges statsminister 2000–2001 samt 2005–2013). Han var också svåger till Johan Jørgen Holst. Hans farfar var vinhandelsagenten Thorvald Heyerdahl Stoltenberg, och hans föräldrar var major Theodor Emil Stoltenberg (1900-1998) och Ingeborg Antonie Stoltenberg (ogift Andresen, 1904-1992). Hans morbror var den kände operasångaren Ivar F. Andresen.